# Mountain Sound
Mountain Sound is de derde single van de IJslandse band Of Monsters and Men en afkomstig van de internationale versie van hun debuutalbum My Head Is an Animal dat in 2012 is uitgebracht. Oorspronkelijk stond het nummer niet op de IJslandse versie van het album uit 2011. Het werd door vier van de zes bandleden geschreven.
Mountain Sound bereikte tot dusver plaats 39 op de hitlijst van het Amerikaanse tijdschrift Billboard.
| Single met hitnotering(en) in de Vlaamse Ultratop 50 | Datum van verschijnen | Datum van binnenkomst | Hoogste positie | Aantal weken | Opmerkingen |
| ---------------------------------------------------- | --------------------- | --------------------- | --------------- | ------------ | ----------- |
| Mountain Sound                                       | 21-08-2012            | 29-09-2012            | tip 3           | -            |             |